# Cloruro di clormequato
Il cloruro di clormequato (nome ISO) o cloruro di 2-cloroetil-trimetilammonio è un sale di ammonio quaternario di formula [ClCH2CH2N(CH3)3]Cl. Il composto è noto anche con i nomi abbreviati clormequato o chlormequat (inglese) omettendo di specificare l'anione cloruro. A temperatura ambiente si presenta in forma di polvere bianca cristallina igroscopica, facilmente solubile in acqua ed etanolo. È uno dei più importanti fitormoni, sostanze usate per influenzare i processi di crescita delle piante. Il clormequato agisce come inibitore della biosintesi della gibberellina, ottenendo così un allungamento cellulare ridotto, con steli più spessi e robusti, in modo da facilitare la raccolta di colture di cereali.

## Storia
Il composto fu preparato per la prima volta nel 1927 da Sigmund Fränkel e Klara Nussbaum, facendo reagire 1,2-dicloroetano e trimetilammina. Il procedimento di sintesi è tuttora in uso.
Nel 1960 Nathan E. Tolbert pubblicò una serie di articoli riportando come il cloruro di clormequato e altre sostanze di struttura simile modificavano la crescita delle piante producendo in generale steli più corti. Nel caso del grano gli steli erano anche più spessi e le foglie più larghe e verdi.
Nel 1962 il composto fu registrato negli Stati Uniti come regolatore della crescita delle piante, ma l'uso fu inizialmente ristretto a piante ornamentali in serra. Nel 2006 ne fu esteso l'uso a vivai, e nel 2023 la Agenzia statunitense per la protezione dell'ambiente ne ha proposto l'uso in colture alimentari come orzo, avena, e grano.

## Usi
In Europa il cloruro di clormequato è usato in agricoltura, principalmente nella coltivazione del grano per evitare fenomeni di allettamento. Le quantità di prodotto utilizzabili sono regolate dal regolamento (UE) 2022/1290, dove sono indicati i livelli massimi di residui (LMR) in frutta, ortaggi freschi, legumi secchi, cereali, spezie, carni, latte, uova e altri prodotti alimentari.

## Tossicità / Indicazioni di sicurezza
La tossicità del cloruro di clormequato è stata ampiamente studiata; in base ai risultati ottenuti su animali si stima che per gli esserI umani la dose giornaliera accettabile (DGA) sia compresa nell'intervallo 0-0,05 mg/kg. Non sono stati osservati effetti tossici sulla riproduzione di animali con dosi fino a NOAEL = 69 mg/kg di peso corporeo x giorno, mentre dosi molto più elevate (230 mg/kg giornalieri) hanno provocato disturbi alla fertilità. Tutti i test effettuati indicano che il composto non è né mutageno né carcinogeno.